# Classification du quotient intellectuel
La classification du quotient intellectuel est la pratique des éditeurs de tests de quotient intellectuel (QI) de classement des rangs de score de QI par des noms de catégorie telle que « supérieur » ou « moyen »,,,. Les éditeurs n'utilisent pas exactement les mêmes étiquettes de classification, qui ont évolué depuis la genèse des tests d'intelligence au début du XXe siècle.
Les scores de QI ont été tirés par deux méthodes différentes depuis l'avènement des tests d'aptitudes cognitives. La première méthode a été historiquement le « ratio de QI », fondé sur l'estimation d'un « âge mental » de la personne testée (arrondi à un certain nombre d'années et de mois), qui a ensuite été divisé par l'« âge chronologique » de la personne testée (arrondi à un certain nombre d'années et mois). Par exemple, un score d'âge mental de treize ans et zéro mois, avec l'âge chronologique de dix ans et zéro mois se traduit par un quotient de 1,3 après avoir fait la division. Le résultat de la division a ensuite été multiplié par 100 afin que les scores puissent être rapportés sans décimale. Ainsi, le score de l'exemple ci-dessus devrait être déclaré comme 130 de QI.
La méthode de notation précise qu'un score de QI de 100 signifie que la performance de la personne testée se situe au niveau médian de la performance dans un échantillon de scores de personnes testées ayant environ le même âge. Un score de 115 de QI est synonyme de performances d'un écart type au-dessus de la médiane, un score de 85 est une performance d'un écart type en dessous de la médiane, et ainsi de suite. Lewis Terman et d'autres développeurs de tests de QI ont remarqué que la plupart des scores de QI des enfants sont à peu près égaux. L'écart type de QI est maintenant utilisé pour la notation standard de tous les tests de QI, en grande partie parce qu'il permet une définition cohérente du QI pour les enfants et les adultes.

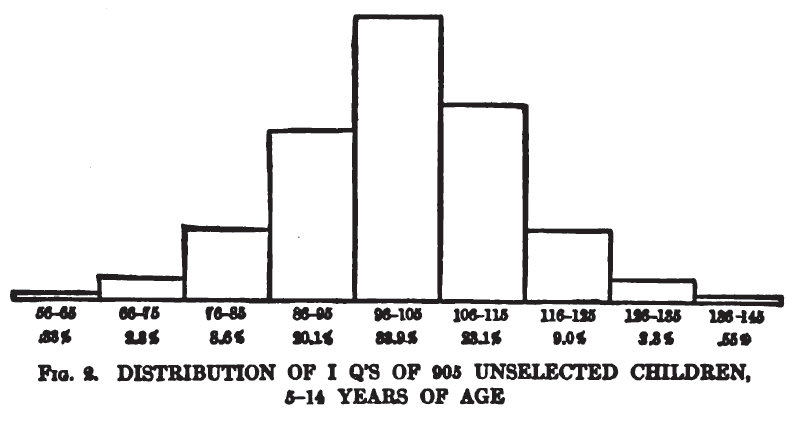
Tableau de distribution des scores sur un échantillon de 905 enfants testés sur le test de Stanford-Binet de 1916.

Historiquement parlant, avant même l'apparition des tests de QI, on tentait de classer les gens dans des catégories d'intelligence en observant leur comportement dans la vie quotidienne,. Ces autres formes d'observation du comportement sont encore importantes pour valider les classifications fondées principalement sur les résultats des tests de QI. Les deux classifications de l'intelligence par l'observation du comportement en dehors de la salle d'examen et de la classification par les tests de QI dépendent de la définition de l'« intelligence » utilisée, et sur la fiabilité et de l'estimation de l'erreur dans la procédure de classification.
Tous les tests de QI montrent une variation des scores, même lorsque la même personne fait le même test plusieurs fois,. Les scores de QI diffèrent également pour une personne faisant des tests de plus d'un éditeur au même âge. Les différents éditeurs de test n'utilisent pas les mêmes définitions pour les classifications de score de QI. Toutes ces questions doivent être gardées à l'esprit lors de l'interprétation des scores de QI d'un individu, car ils peuvent tous se traduire par différentes classifications du QI pour la même personne à des moments différents.

## Variance dans la classification du QI individuel
| Élève   | KABC-II | WISC-III | WJ-III |
| ------- | ------- | -------- | ------ |
| Asher   | 90      | 95       | 111    |
| Brianna | 125     | 110      | 105    |
| Colin   | 100     | 93       | 101    |
| Danica  | 116     | 127      | 118    |
| Elpha   | 93      | 105      | 93     |
| Fritz   | 106     | 105      | 105    |
| Georgi  | 95      | 100      | 90     |
| Hector  | 112     | 113      | 103    |
| Imelda  | 104     | 96       | 97     |
| Jose    | 101     | 99       | 86     |
| Keoku   | 81      | 78       | 75     |
| Léo     | 32      | 78       | 89     |

Les tests de QI sont généralement assez fiables pour que la plupart des personnes de dix ans et plus possèdent des scores de QI similaires durant toute leur vie. Pourtant, certaines personnes obtiennent des résultats très différents selon le moment où est effectué le test. Par exemple, du fait de l'âge mental plus ordinairement supérieur de quelques années quand cela correspond à un écart d'âge chronologique absolu réduit, beaucoup d'enfants des célèbres Genetic Studies of Genius commencés en 1921 par Lewis Terman ont enregistré des baisses de QI quand ils ont grandi. Terman a recruté des élèves sur la base des références de professeurs et leur a donné son test de QI Stanford-Binet. Les enfants ayant un QI supérieur à 140 avec ce test ont été inclus dans l'étude. Il y avait au total 643 enfants dans le groupe d'étude principale. Quand les étudiants pouvant être recontactés (503 étudiants) ont été testés de nouveau, à l'âge de l'école secondaire, une chute de 9 points de QI en moyenne a pu être observée. Plus de deux douzaines d'enfants ont vu leur score de QI diminuer de 15 points et six de 25 points ou plus. Pourtant, leurs parents estimaient que leurs enfants étaient encore brillants, voire davantage.
Parce que tous les tests de QI ont une erreur de mesure dans le score de QI de la personne testée, l'intervalle de confiance autour de la note obtenue doit être partagé avec celle-ci,. Les scores de QI peuvent aussi être trompeurs, car les testeurs ne parviennent pas à suivre les procédures d'administration et de notation normalisées. Certains testeurs se trompent en montrant un « effet de halo », avec des personnes à faible QI recevant un QI encore plus bas que si les procédures normalisées avaient été suivies, alors que les individus à haut QI reçoivent des scores de QI gonflés. L'effet de halo concerne ici essentiellement une seule et même caractéristique, l'intelligence, dont la perception émotionnelle, et les composantes affectives plus générales, biaisent la réalité factuelle qui aurait pu être mesurée, d'ailleurs d'autant plus contestable, en creusant les écarts. Cette perception dépend plus généralement dans ce cas des aspects affectifs montrés par l'examinateur et le testé au moment de l'évaluation.
La classification de QI pour les individus varie aussi parce que les étiquettes de catégorie pour les gammes de scores de QI sont spécifiques à chaque marque de test. Les éditeurs de test ne disposent pas d'une pratique uniforme des gammes d'étiquetage du QI. Les psychologues doivent préciser quel test a été passé lors de la déclaration du QI d'une personne. Les psychologues et les auteurs des tests de QI recommandent que les psychologues adoptent la terminologie de chaque éditeur de test lors de la déclaration des catégories de scores de QI,.
Enfin, les scores de QI peuvent différer dans une certaine mesure pour la même personne sur des tests de QI différents, de sorte qu'une personne n'obtient pas toujours le même score à chaque fois qu'elle est testée (voir tableau).

## Différentes classifications du QI
Il existe une variété de tests de QI gérés indépendamment dans le monde anglo-saxon,.

### Wechsler Intelligence Scales
Les échelles d'intelligence Wechsler ont été initialement créées par David Wechsler. Le premier test de Wechsler publié est l'échelle de Wechsler-Bellevue, en 1939. Les tests de QI de Wechsler pour enfants et pour adultes sont les tests de QI les plus fréquemment utilisés,. Les tests de Wechsler ont longtemps été considérés comme l'« étalon or » des tests de QI.
| QI          | Classification du QIn    |
| ----------- | ------------------------ |
| 130 et plus | Très supérieur           |
| 120–129     | Supérieur                |
| 110–119     | Au-dessus de la moyenne  |
| 90–109      | Moyenne                  |
| 80–89       | En-dessous de la moyenne |
| 70–79       | Limite                   |
| 69 et moins | Extrêmement bas          |

Des psychologues ont proposé une variante à la classifications de QI de Wechsler,. Notez en particulier le terme « limite », qui implique d'être très près d'être handicapé mental.
| QI      | Classifications | Termes de valeur neutre     |
| ------- | --------------- | --------------------------- |
| 130+    | Très supérieur  | Extrêmement supérieur       |
| 120–129 | Supérieur       | Bien supérieur à la moyenne |
| 110–119 | Haute moyenne   | Au-dessus de la moyenne     |
| 90–109  | Moyenne         | Moyenne                     |
| 80–89   | Basse moyenne   | En-dessous de la moyenne    |
| 70–79   | Limite          | Bien inférieur à la moyenne |
| 69-     | Extrêmement bas | Extrêmement inférieur       |

### Stanford–Binet Intelligence Scale(5eédition)
La cinquième édition de l'échelle de Stanford-Binet (SB5) a été créée par Gale H. Roid et publiée en 2003. La classification du QI de SB5 est une notation en fonction de l'écart type dans lequel chaque écart est de 15 points par rapport au score médian, 100 QI, tout comme la notation standard de Wechsler.
| QI      | Classification                 |
| ------- | ------------------------------ |
| 145–160 | Très doué ou très avancé       |
| 130–144 | Doué ou très avancé            |
| 120–129 | Supérieur                      |
| 110–119 | Au-dessus de la moyenne        |
| 90–109  | Moyenne                        |
| 80–89   | En-dessous de la moyenne       |
| 70–79   | Limite altérée ou retardé      |
| 55–69   | Moyennement altérée ou retardé |
| 40–54   | Modérément altérée ou retardé  |

### Test des capacités cognitives de Woodcock–Johnson
Les tests des capacités cognitives Woodcock-Johnson III NU (WJ III NU) ont été créés par Richard W. Woodcock, Kevin S. McGrew et Nancy Mather et publiées en 2007 par Riverside.
| QI          | ClassificationWJ III     |
| ----------- | ------------------------ |
| 131 et plus | Très supérieur           |
| 121 à 130   | Supérieur                |
| 111 à 120   | Au-dessus de la moyenne  |
| 90 à 110    | Moyenne                  |
| 80 à 89     | En-dessous de la moyenne |
| 70 à 79     | Bas                      |
| 69 et moins | Très bas                 |

### Tests de Kaufman
Le test d'intelligence des adolescents et des adultes de Kaufman a été créé par Alan S. Kaufman et Nadeen L. Kaufman et a été publié en 1993 par American Guidance Service. Les scores des tests Kaufman « sont classés par symétrie, de manière non-évaluative ».
| 130 et plus | Extrêmement supérieur        |
| 120–129     | Bien supérieur à la moyenne  |
| 110–119     | Au-dessus de la moyenne      |
| 90–109      | Moyen                        |
| 80–89       | En dessous la moyenne        |
| 70–79       | Bien inférieure à la moyenne |
| 69 et moins | Extrêmement inférieur        |

| Gamme de Scores Standard | Nom de la catégorie      |
| ------------------------ | ------------------------ |
| 131–160                  | Extrêmement supérieur    |
| 116–130                  | Au-dessus de la moyenne  |
| 85–115                   | Gamme moyenne            |
| 70–84                    | En-dessous de la moyenne |
| 40–69                    | Extrêmement inférieur    |

### Système d'évaluation cognitive
Le test Das-Naglieri, évaluant les capacités cognitives, a été créé par Jack Naglieri et J. P. Das, et a été publié en 1997 par Riverside.
| Scores Standards | Classification                      |
| ---------------- | ----------------------------------- |
| 130 et plus      | Très supérieur                      |
| 120–129          | Supérieur                           |
| 110–119          | Au-dessus de la moyenne             |
| 90–109           | Moyenne                             |
| 80–89            | Faiblement en-dessous de la moyenne |
| 70–79            | En-dessous de la moyenne            |
| 69 et moins      | Bien en-dessous de la moyenne       |

### Differential Ability Scales(2eédition)
Le test Differential Ability Scales Second Edition (DAS–II) a été créé par Colin D. Elliott et a été publié en 2007 par Psychological Corporation. Le DAS-II est un test donnée individuellement aux enfants, normé pour les enfants âgés de deux ans et six mois à dix-sept ans et onze mois,. Le DAS-II obtient un score médian de 100 de QI et un écart-type de 15 de QI. Le score le plus bas possible est de 44, et le plus élevé s'élève à 175.
| GCA     | Classification GCA       |
| ------- | ------------------------ |
| ≥ 130   | Très élevé               |
| 120–129 | Élevé                    |
| 110–119 | Au-dessus de la moyenne  |
| 90–109  | Moyenne                  |
| 80–89   | En-dessous de la moyenne |
| 70–79   | Faible                   |
| ≤ 69    | Très faible              |

### Reynolds Intellectual Ability Scales
Le test Reynolds Intellectual Ability Scales (RIAS) a été créé par Cecil Reynolds et Randy Kamphaus et a été publié en 2003 par Psychological Assessment Resources.
| Rang des scores au tests intelligence | Description verbale                      |
| ------------------------------------- | ---------------------------------------- |
| ≥ 130                                 | Significativement supérieur à la moyenne |
| 120–129                               | Modérément au-dessus de la moyenne       |
| 110–119                               | Au-dessus de la moyenne                  |
| 90–109                                | Moyenne                                  |
| 80–89                                 | En-dessous la moyenne                    |
| 70–79                                 | Modérément en-dessous de la moyenne      |
| ≤ 69                                  | Significativement inférieur à la moyenne |

## Tables historiques de la classification du QI
| QI               | Classification du QI                                     |
| ---------------- | -------------------------------------------------------- |
| Au-dessus de 140 | Génie ou « presque » génie                               |
| 120–140          | Intelligence très supérieure                             |
| 110–120          | Intelligence supérieure                                  |
| 90–110           | Intelligence moyenne, ou normale                         |
| 80–90            | Stupidité, rarement classable comme faible d'esprit      |
| 70–80            | Parfois classable comme stupide, souvent faible d'esprit |
| En-dessous de 70 | Faible d'esprit                                          |

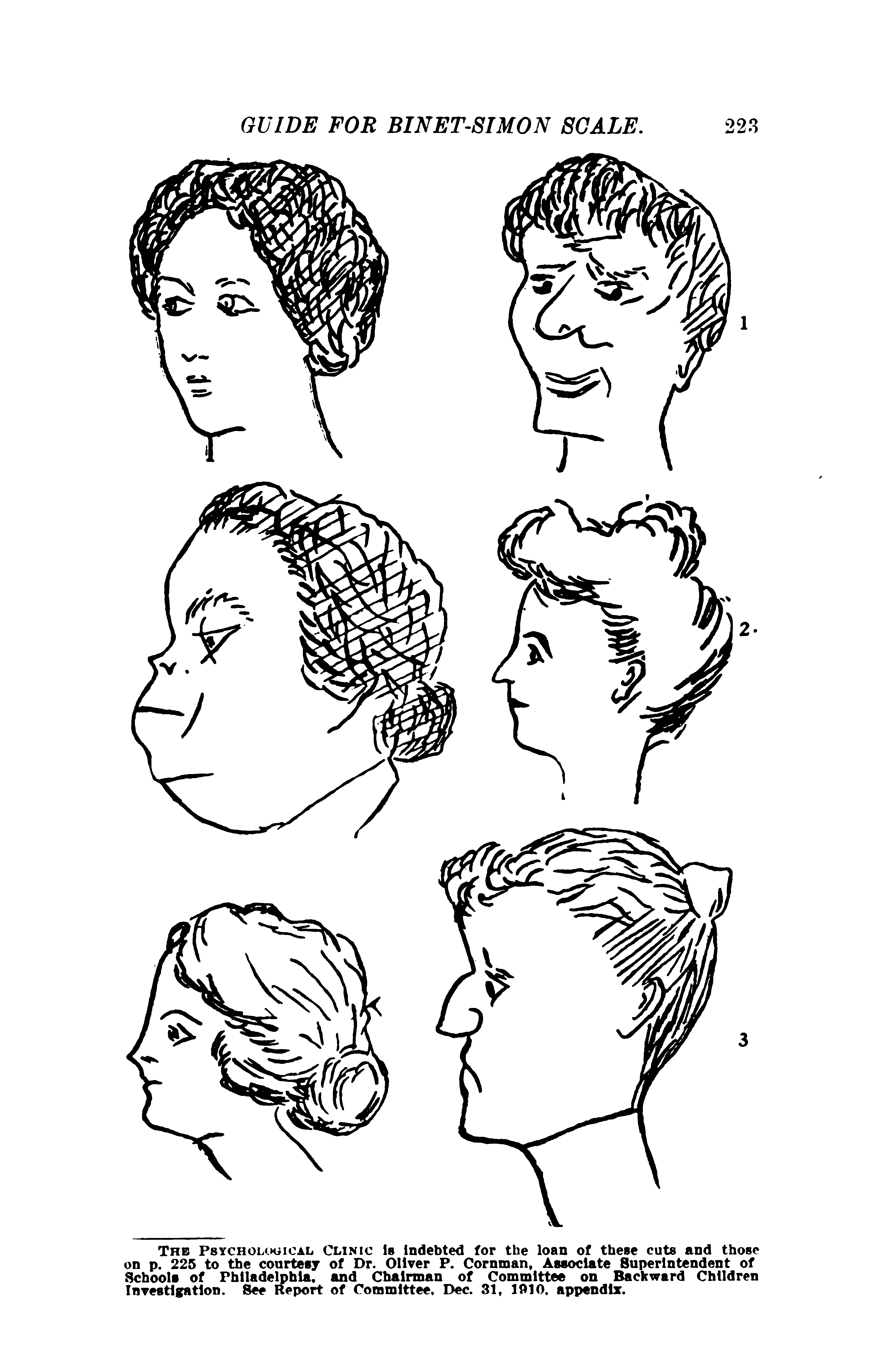
Reproduction d'un article à partir de l'échelle de l'intelligence Binet-Simon de 1908, montrant trois paires d'images, on demandait à l'enfant testé, « Laquelle de ces deux faces est la plus belle ? » Reproduit de l'article « Un guide pratique pour l'administration de l'Échelle de mesure de l'intelligence de Binet-Simon » par J. W. Wallace Wallin en mars 1911 issu du journal The Psychological Clinic (volume 5 numéro 1).

Rudolph Pintner a proposé un ensemble de termes de classification dans son livre de 1923, Intelligence Testing: Methods and Results. Pintner explique que les psychologues de son époque, y compris Terman, « mesurent la capacité générale d'un individu, sans attendre une définition psychologique adéquate ». Pintner a conservé ces termes dans la deuxième édition de son livre, en 1931.
| QI          | Classification du QI |
| ----------- | -------------------- |
| 130 et plus | Très supérieur       |
| 120–129     | Très brillant        |
| 110–119     | Brillant             |
| 90–109      | Normal               |
| 80–89       | Retardé              |
| 70–79       | Limite               |

Albert Julius Levine et Louis Marks ont proposé un ensemble plus large de catégories dans leur livre de 1928, Testing Intelligence and Achievement,. Une partie de la terminologie du tableau proviennent de termes contemporains pour classer les personnes ayant une déficience intellectuelle.
| QI          | Classification du QI |
| ----------- | -------------------- |
| 175 et plus | Précoce              |
| 150–174     | Très supérieur       |
| 125–149     | Supérieur            |
| 115–124     | Très brillant        |
| 105–114     | Brillant             |
| 95–104      | Moyenne              |
| 85–94       | Faible               |
| 75–84       | Limite               |
| 50–74       | Crétin               |
| 25–49       | Imbécile             |
| 0–24        | Idiot                |

Le terme « génie » n'est plus utilisé pour les noms de catégorie de QI,.
| QI               | Classification du QI     |
| ---------------- | ------------------------ |
| 140 et plus      | Très supérieur           |
| 120–139          | Supérieur                |
| 110–119          | Au-dessus de la moyenne  |
| 90–109           | Moyenne, normal          |
| 80–89            | En-dessous de la moyenne |
| 70–79            | Limite défectueuse       |
| En-dessous de 60 | Mentalement défectueux   |

Un tableau de données publiées plus tard dans le manuel du test de Stanford–Binet test, rapporte la distribution de scores d'un groupe.
| QI      | Pourcentage du groupe |
| ------- | --------------------- |
| 160–169 | 0.03                  |
| 150–159 | 0.2                   |
| 140–149 | 1.1                   |
| 130–139 | 3.1                   |
| 120–129 | 8.2                   |
| 110–119 | 18.1                  |
| 100–109 | 23.5                  |
| 90–99   | 23.0                  |
| 80–89   | 14.5                  |
| 70–79   | 5.6                   |
| 60–69   | 2.0                   |
| 50–59   | 0.4                   |
| 40–49   | 0.2                   |
| 30–39   | 0.03                  |

| QI          | Classification | Pourcentage |
| ----------- | -------------- | ----------- |
| 128 et plus | Très supérieur | 2.2         |
| 120–127     | Supérieur      | 6.7         |
| 111–119     | Brillant       | 16.1        |
| 91–110      | Moyenne        | 50.0        |
| 80–90       | Faible         | 16.1        |
| 66–79       | Limite         | 6.7         |
| 65 et moins | Déficient      | 2.2         |

En 1958, Wechsler a publié une autre édition de son livre Measurement and Appraisal of Adult Intelligence. Il a repris son chapitre sur la classification du QI pour expliquer que le score de l'« âge mental » n'est pas une voie plus valide que le score de QI pour mesurer l'intelligence. Il a continué à utiliser les mêmes termes de classification.
| QI          | Classification | Pourcentage (théorique) |
| ----------- | -------------- | ----------------------- |
| 128 et plus | Très supérieur | 2.2                     |
| 120–127     | Supérieur      | 6.7                     |
| 111–119     | Brillant       | 16.1                    |
| 91–110      | Moyenne        | 50.0                    |
| 80–90       | Faible         | 16.1                    |
| 66–79       | Limite         | 6.7                     |
| 65 et moins | Déficient      | 2.2                     |

| QI               | IQ Classification        |
| ---------------- | ------------------------ |
| 140 et plus      | Très supérieur           |
| 120–139          | Supérieur                |
| 110–119          | Au-dessus de la moyenne  |
| 90–109           | Normal, moyenne          |
| 80–89            | En-dessous de la moyenne |
| 70–79            | Limite défectueuse       |
| En-dessous de 60 | Mentalement déficient    |

La première édition du test des capacités cognitives de Woodcock–Johnson a été publiée par Riverside en 1977.
| QI          | Classification WJ-R Cog 1977 |
| ----------- | ---------------------------- |
| 131 et plus | Très supérieur               |
| 121 à 130   | Supérieur                    |
| 111 à 120   | Au-dessus de la moyenne      |
| 90 à 110    | Moyenne                      |
| 80 à 89     | En-dessous de la moyenne     |
| 70 à 79     | Faible                       |
| 69 et moins | Très faible                  |

La version révisée de Wechsler Adult Intelligence Scale (WAIS-R) a été créée par David Wechsler et publiée par la Psychological Corporation en 1981. Le manuel du test comprenait des informations portant sur les différences entre le pourcentage réel de personnes par apport aux données théoriques.
| IQ             | Classification           | Pourcentage réel | Pourcentage théorique |
| -------------- | ------------------------ | ---------------- | --------------------- |
| 130+           | Très supérieur           | 2.6              | 2.2                   |
| 120–129        | Supérieur                | 6.9              | 6.7                   |
| 110–119        | Au-dessus de la moyenne  | 16.6             | 16.1                  |
| 90–109         | Moyenne                  | 49.1             | 50.0                  |
| 80–89          | En-dessous de la moyenne | 16.1             | 16.1                  |
| 70–79          | Limite                   | 6.4              | 6.7                   |
| inférieur à 70 | Attardé mentalement      | 2.3              | 2.2                   |

The Kaufman Assessment Battery for Children (K-ABC) a été créé par Alan S. Kaufman et par Nadeen L. Kaufman. Il est publié en 1983 par l'American Guidance Service.
| QI      | Name of Category              | Pourcentage réel | Pourcentage théorique |
| ------- | ----------------------------- | ---------------- | --------------------- |
| 130+    | Extrêmement supérieur         | 2.3              | 2.2                   |
| 120–129 | Bien au-dessus de la moyenne  | 7.4              | 6.7                   |
| 110–119 | Au-dessus de la moyenne       | 16.7             | 16.1                  |
| 90–109  | Moyenne                       | 49.5             | 50.0                  |
| 80–89   | En-dessous de la moyenne      | 16.1             | 16.1                  |
| 70–79   | Bien en-dessous de la moyenne | 6.1              | 6.7                   |
| -70     | Extrêmement inférieur         | 2.1              | 2.2                   |

La troisième version du Wechsler Adult Intelligence Scale (WAIS-III) utilise une terminologie de classification différente des premières versions de tests Wechsler.
| QI          | Classification           |
| ----------- | ------------------------ |
| 130 et plus | Très supérieur           |
| 120–129     | Supérieur                |
| 110–119     | Au-dessus de la moyenne  |
| 90–109      | Moyenne                  |
| 80–89       | En-dessous de la moyenne |
| 70–79       | Limite                   |
| 69 et moins | Extrêmement inférieur    |

## Classification des individus à faible QI
Les premiers termes de classification des individus de faible QI étaient des termes médicaux ou juridiques qui ont précédé le développement de tests de QI,. Le système juridique a reconnu le concept selon lequel si certaines personnes possèdent des troubles cognitifs, elles ne sont pas responsables d'un comportement criminel. Les médecins ont parfois rencontré des patients adultes qui ne pouvaient pas vivre de façon autonome, n'étant pas capables de prendre soin de leurs propres besoins de la vie quotidienne. Divers termes ont été utilisés pour tenter de classer ces individus avec des degrés de déficience intellectuelle. Beaucoup des premiers termes sont maintenant considérés comme très offensants.
Dans le diagnostic médical actuel, les scores de QI seuls ne sont pas concluants pour un constat de déficience intellectuelle. Des normes de diagnostic récemment adoptées mettent l'accent sur le comportement adaptatif de chaque individu, où un score de QI est juste un facteur de diagnostic, et où aucune catégorie de déficience intellectuelle n'est définie par des scores de QI,. Cependant, il existe des catégories détaillées qui donnent davantage de nuances quant aux intelligences considérées comme inférieures à un score limite d'environ 70 : au sens de l'OMS notamment, il y a un retard mental léger entre 50 et 69, une déficience modérée entre 35 et 49, grave entre 20 et 34, et un état de retard mental profond correspond au record de faiblesse des résultats, soit 19 ou un peu moins.

## Classification des individus à QI élevé

### Classification de QI et de génie
Francis Galton (1822-1911) a été un pionnier dans les études de l'accomplissement humain et des tests mentaux. Dans son livre Hereditary Genius, écrit avant l'émergence des tests de QI, Galton a postulé que les influences héréditaires sur le rendement éminent sont forts, et que l'éminence est rare en général. Lewis Terman a choisi les termes « génie ou 'presque' génie » pour désigner la catégorie la plus élevée du test de Stanford–Binet de la version de 1916. Catherine M. Cox, une collègue de Terman, a écrit un livre, The Early Mental Traits of 300 Geniuses, publié comme le second volume de la série de livres The Genetic Studies of Genius, dans lequel elle a analysé les données biographiques de génies. Bien que ses recherches aient été critiquées pour des raisons méthodologiques,,, les études de Cox étaient poussées dans la recherche de ce qui compte pour définir un génie, à part le QI,,. En 1939, Wechsler écrit que « nous sommes plutôt réticents à appeler une personne un 'génie' sur la base d'un test à but de renseignement ».
L'étude de Terman en Californie a finalement fourni des preuves sur la façon dont le génie est lié aux scores de QI. Beaucoup d'élèves en Californie ont été recommandés pour l'étude par des enseignants. Deux élèves qui ont été testés, mais rejetés en raison de scores trop faibles pour l'étude de QI, ont été plus tard lauréats du prix Nobel de physique : William Shockley, et Luis Walter Alvarez,. Sur la base des résultats de l'étude de Terman, et sur des exemples biographiques tels que Richard Feynman, qui avait un QI de 125 et a remporté le prix Nobel de physique et est maintenant largement considéré comme un génie,, l'opinion actuelle des psychologues et d'autres spécialistes du génie est qu'un niveau minimum de 125 de QI est strictement nécessaire pour un génie ; mais que le niveau de QI n'est suffisant pour le développement du génie que lorsqu'il est combiné avec les influences identifiées par l'étude de Cox,,,. Cependant, notamment pour la précocité des enfants, un score limite inférieur d'environ 130, les variations hautes pouvant aller en pratique jusqu'aux alentours de 160, est considéré comme ayant la particularité de définir un haut potentiel intellectuel par de nombreuses sources, pouvant inclure les bien doués (vers 135) et le surdon, soit au moins un QI de 140, le double de la limite inférieure de la normale, tandis qu'un QI de 120-125 définit déjà une intelligence supérieure à la normale forte. En effet, et comme le score limite inférieur de 70, le score de 130 correspond à une limite (supérieure) des variations au sein desquelles sont inclus 95% des individus suivant un modèle mathématique théorique fonctionnant par écarts-types (variations à 2 écarts-types), concernant le QI standard des adultes notamment, et non la mesure classique liée à celle de l'âge mental et à l'accompagnement des enfants. Quatre écarts-types en tout de part et d'autre forment une gamme de 60, 30 de chaque côté, autour de la valeur moyenne de 100, avec un écart-type de base ordinairement fixé à 15. 95% de la population s'y trouve, la courbe gaussienne modélisant la dispersion des valeurs possibles montre déjà une concentration importante à 100, valeur la plus fréquente, et symétriquement une décroissance des fréquences dans laquelle une majorité théorique de 68% est plutôt répartie entre les écarts-types adjacents, soit d'une intelligence normale faible limite (85) à forte maximum (115).

### Classification de QI et surdouance
Un point important du consensus des chercheurs sur la douance intellectuelle est qu'il n'y a pas de définition acceptée de la douance,. Intertel, une association pour personnes à QI élevé se dit une association pour surdoués (“An International Society of the Intellectually Gifted”), le critère d'admission étant un résultat à un test d'intelligence dans le 99e centile. D'autres associations sélectionnant sur le critère du QI évoquent également la notion de douance sur leurs sites,.
Les tests de QI actuels ont également des marges d'erreur importantes pour les scores élevés de QI. Comme une réalité sous-jacente, des distinctions comme « exceptionnellement doué » et « profondément doué » n'ont jamais été bien établies. Le résultat rapporté le plus élevé pour la plupart des tests de QI est de 160, à peu près le 99,997e centile. Les QI au-dessus de ce niveau sont douteux,.
Des exceptions sont pourtant rapportées qui dépassent 200 dans deux cas mesurés de façon standard. En particulier, le Sud-Coréen Kim Ung-yong établit un record du monde du QI le plus élevé avec un score de 210 enregistré réglementairement et est répertorié dans le Livre Guinness des records of World Records, mais le plus gros QI du monde pourrait être celui de Terence Tao, estimé comme s'établissant vers 230, donc dépassant d'environ 100 la limite du HPI. L'enfant prodige William James Sidis, auparavant, était un cas exceptionnel et bien qu'il n'ait passé aucun test, son QI semble être de 250 voire 300 environ. D'autres personnalités fortement intelligentes se réclament de scores exceptionnels situés par exemple entre 160 et 200, voire plus. En 1956, notamment, Marilyn vos Savant aurait obtenu l'un des plus grands QI mesurés, mais la procédure de son passage des tests n'était pas réglementaire, et si les résultats du test qu'elle affirme avoir aussi passé dans son enfance semblent établir une intelligence extrêmement élevée, une controverse est alimentée par leur extrapolation en termes de QI standard. Les valeurs très hautes souvent attribuées sur Internet par exemple à diverses célébrités, parfois d'une intelligence certes élevée, sont en fait largement gonflées ou extrapolées avec fantaisie et ne correspondent pas aux résultats de tests réellement passés, surtout en conditions normalisées a priori, c'est aussi un effet de halo.
Il a été reproché aux scores de QI de perdre en précision sur les scores extrêmes, qui sont un thème fortement controversé. La principale raison du problème paraît être la faiblesse d'échantillon disponible à ce niveau.